# The Velvet Underground & Nico
| 전문가 평가                   | 전문가 평가 |
| 평가 점수                     | 평가 점수   |
| 출처                          | 점수        |
| ----------------------------- | ----------- |
| AllMusic                      | [ 5 ]       |
| Blender                       | [ 6 ]       |
| Chicago Tribune               | [ 7 ]       |
| Encyclopedia of Popular Music | [ 8 ]       |
| Pitchfork                     | 10/10       |
| Q                             | [ 10 ]      |
| Rolling Stone                 | [ 11 ]      |
| The Rolling Stone Album Guide | [ 12 ]      |
| Spin Alternative Record Guide | 10/10       |
| The Village Voice             | A           |

《The Velvet Underground & Nico》는 1967년 3월, 버브 레코드가 발표한 미국의 록 밴드 벨벳 언더그라운드의 데뷔 스튜디오 음반이다. 이 밴드가 앤디 워홀의 익스플로딩 플라스틱 인에비터블 투어에 참여하는 동안 1966년에 녹음되었는데, 이 투어는 실험적인 퍼포먼스 감성과 약물 남용, 매춘, 사도마조히즘, 성적 착란 등 논란이 되는 서정적인 주제로 주목을 받았다.
비록 상업적인 실패였고 현대 비평가들에 의해 대부분 무시되었지만, 《The Velvet Underground & Nico》는 대중음악에서 가장 인정받고 영향력 있는 음반 중 하나가 되었다. 2003년에는 《롤링 스톤》이 선정한 역사상 가장 위대한 음반 500장 순위에서 13위에 올랐다. 이 음반은 2006년 의회도서관에 의해 내셔널 레코딩 레지스트리에 추가되었다. 록 음악의 많은 하위 장르와 얼터너티브 음악의 형태들이 음반에 의해 눈에 띄게 알려졌다.

## 녹음
《The Velvet Underground & Nico》는 루 리드, 존 케일, 스털링 모리슨, 모린 터커 등 벨벳 언더그라운드의 첫 번째 프로 라인업으로 녹음되었다.  그들의 멘토이자 매니저인 앤디 워홀과 그의 협력자 폴 모리세이의 선동으로, 독일 가수 니코도 이 밴드를 위해 가끔 리드 보컬을 맡았다. 그녀는 음반의 세 곡 〈Femme Fatale〉, 〈All Tomorrow's Parties〉, 〈I'll Be Your Mirror〉에서 리드 보컬을 맡았고, 〈Sunday Morning〉에서 백업했다. 1966년, 음반이 녹음되면서, 이것은 워홀의 익스플로딩 플라스틱 인에비터블의 일환으로 그들의 라이브 공연의 라인업이기도 했다.
《The Velvet Underground & Nico》가 될 곡들의 대부분은 1966년 4월 중순에 녹음되었는데, 이는 맨해튼에 있는 낡아빠진 녹음 스튜디오인 셉터 스튜디오에서 나흘간 근무한 기간이었다. 이 녹음 세션은 워홀과 컬럼비아 레코드의 판매 담당 임원인 노먼 돌프가 자금을 조달했으며, 노먼 돌프는 존 리카타의 엔지니어로도 활동했다. 프로젝트의 정확한 총 비용은 알려지지 않았지만 추정치는 1,500달러(2019년 11,820달러)에서 3,000달러(2019년 23,640달러)까지 다양하다.
녹음 직후, 돌프는 음반 배포에 관심을 가지기 위해 음반의 아세테이트 디스크를 컬럼비아 레코드에 보냈으나, 애틀랜틱 레코드와 엘렉트라 레코드에 따르면, 리드의 노래에 담긴 약물에 대한 언급에 반대했고, 엘렉트라는 케일의 비올라를 싫어했다. 마침내, MGM 레코드 소유의 버브 레코드는 최근에 컬럼비아에서 직장을 옮긴 버브 프로듀서 톰 윌슨의 도움으로 음반을 받아들였다.
레이블의 지원으로, 한 달 후인 1966년 5월, 〈I'm Waiting for the Man〉, 〈Venus in Furs〉, 〈Heroin〉 등 세 곡이 할리우드에 머무는 동안 이틀 만에 TTG 스튜디오에서 재녹음되었다. 음반의 발매일이 연기되자, 윌슨은 이 밴드를 1966년 11월 맨해튼의 메이페어 레코딩 스튜디오로 불러들여 싱글 〈Sunday Morning〉의 수록곡에 마지막 곡을 추가했다.

## 커버 아트
《The Velvet Underground & Nico》의 음반 커버는 바나나의 워홀 프린트를 특징으로 하는 것으로 유명하다. 음반의 초기 복사본들은 "천천히 껍질을 벗기고 보라"는 주인을 초대했고, 바나나 껍질을 벗겨내면 그 아래 살색 바나나가 드러났다. 음반 발매 지연의 원인 중 하나인 이 커버들을 제조하기 위해 특별한 기계가 필요했지만, MGM은 워홀과의 관계가 음반의 판매를 증가시킬 것이라는 계산 하에 비용을 지불했다. 대부분의 재발행된 바이닐 판에는 떨어져 나가는 스티커가 부착되어 있지 않으며, 벗기는 스티커 기능이 있는 음반의 원본은 이제 드물게 수집기의 품목이다. 1980년대 초 일본판 LP는 수년 동안 바나나 스티커를 붙인 유일한 재발행판이었다. 1996년 CD 재발행에서 바나나 이미지는 앞면 커버에 있고, 껍질을 벗긴 바나나의 이미지는 쥬얼 케이스 안쪽에 CD 그 자체 아래에 있다. 이 음반은 2008년에 바나나 스티커가 붙은 헤비급 바이닐에 다시 압착되었다.

## 곡 목록
모든 곡들은 특별한 언급이 없는 한 루 리드에 의해 작사/작곡하였다.
| #  | 제목                        | 작사·작곡        | 재생 시간 |
| -- | --------------------------- | ---------------- | --------- |
| 1. | 〈Sunday Morning〉          | 루 리드, 존 케일 | 2:54      |
| 2. | 〈I'm Waiting for the Man〉 |                  | 4:39      |
| 3. | 〈Femme Fatale〉            |                  | 2:38      |
| 4. | 〈Venus in Furs〉           |                  | 5:12      |
| 5. | 〈Run Run Run〉             |                  | 4:22      |
| 6. | 〈All Tomorrow's Parties〉  |                  | 6:00      |

| #  | 제목                             | 작사·작곡                            | 재생 시간 |
| -- | -------------------------------- | ------------------------------------ | --------- |
| 1. | 〈Heroin〉                       |                                      | 7:12      |
| 2. | 〈There She Goes Again〉         |                                      | 2:41      |
| 3. | 〈I'll Be Your Mirror〉          |                                      | 2:14      |
| 4. | 〈The Black Angel's Death Song〉 | 리드, 케일                           | 3:11      |
| 5. | 〈European Son〉                 | 리드, 케일, 스털링 모리슨, 모린 터커 | 7:46      |

## 인증
| 국가                                                  | 인증     | 판매량/출하량 |
| ----------------------------------------------------- | -------- | ------------- |
| 이탈리아 (FIMI)                                       | 플래티넘 | 50,000*       |
| 영국 (BPI)                                            | 플래티넘 | 300,000^      |
| *판매량을 기반으로 한 인증 ^출하량을 기반으로 한 인증 |          |               |